# Spinning jenny

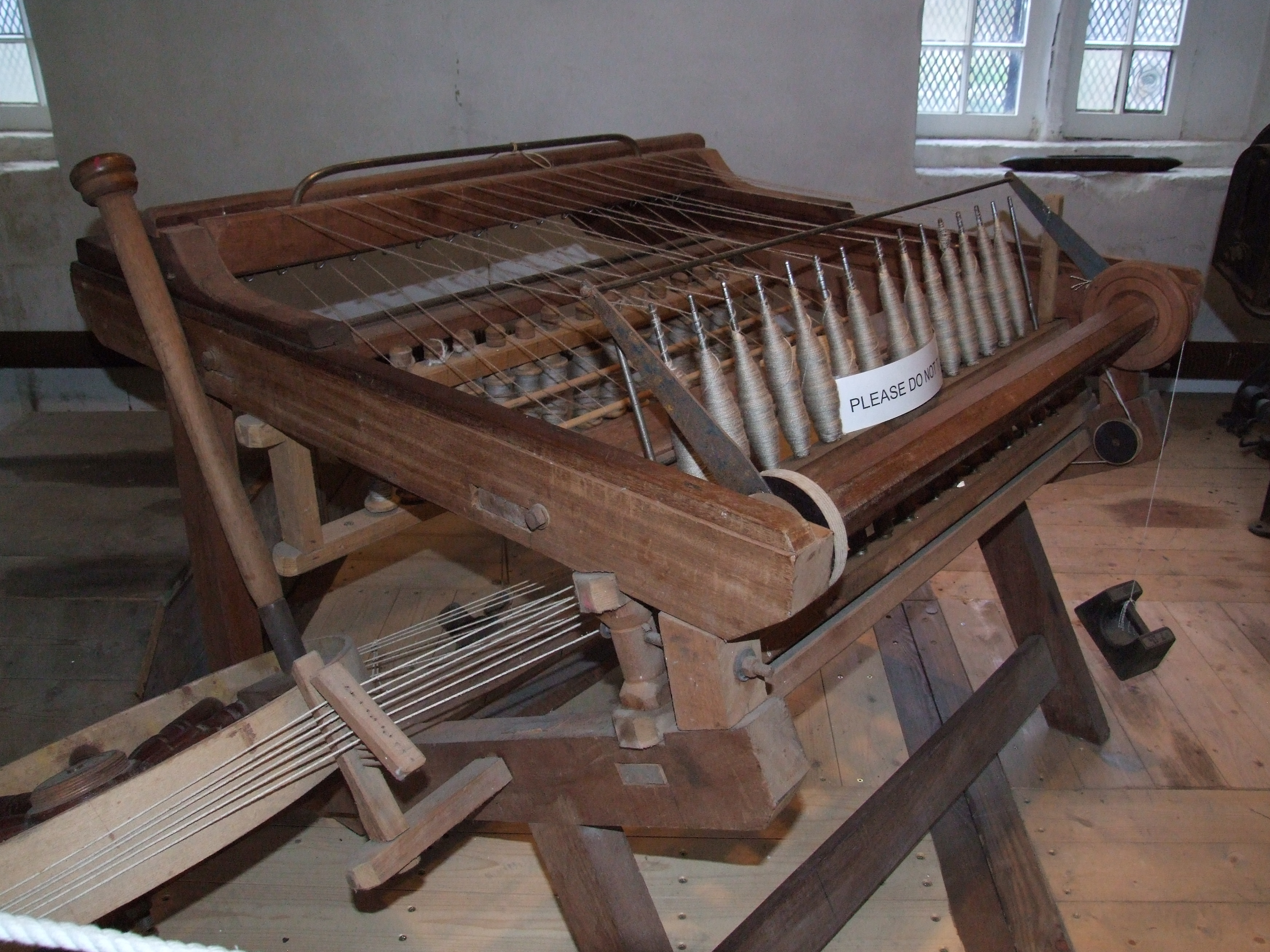
Model spinning jenny v muzeu v Helmshore

Spinning jenny je historický stroj ke spřádání rostlinných i živočišných textilních vláken.
Patent na toto zařízení obdržel v roce 1770 Angličan James Hargreaves. K názvu jenny se vztahují různé dohady (měl pocházet od jména Hargreavesovy ženy nebo dcery nebo byl odvozen od engine=jenny).
Mechanizmus jenny byl poháněn lidskou silou (stejně jako kolovrat), mohl však nahradil práci několika kolovratů.
Stroj se osvědčil jen pro předení hrubých, měkčích útkových přízí, k výrobě osnovních přízí se lépe hodily jiné systémy dopřádání.

## Konstrukce stroje
V dřevěném rámu se nachází v dolní části cívečnice a lavice s vřeteny jednotlivě poháněnými šňůrami od centrálního hřídele. Nad cívečnicí se pohybují na dráze cca 1,5 m směrem k vřetenům a zpět čelisti, kterými procházejí přásty odtahované z cívek otáčením vřeten. K navíjení hotové příze na potáče nasazené na vřetenech slouží vodicí drát, který vykonává vratný pohyb odpovídající velikosti potáče.
Původní dřevěná konstrukce byla koncipována pro šest současně předených nití, pohyb ústrojí obstarávala jedna osoba ručním otáčením hnacího kola.

## Proces výroby příze
Předení probíhá ve dvou fázích:
1. Průtah přástu a zakrucování příze
- Čelisti jsou otevřené, vodič zvedá niti nad vřetena
- Čelisti se vzdalují od vřeten, vřetena se otáčejí, přást se odvíjí z cívek a mírně zakrucuje
- Na poloviční cestě se čelisti zavírají, vřetena se dále otáčejí, příze se zjemňuje a zakrucuje

2. Navíjení příze
- Vodič stahuje niti ke vřetenům, zakrucování příze končí, čelisti se vracejí ke vřetenům, příze se navinuje na potáče
- Vřetena se zastaví, čelisti se začnou otvírat

Ke zhotovení přástu pro spinning jenny byl Hargreavesův stroj adaptován na tzv. slubbing frame, kterému se předkládaly ručně sbalené prameny mykaných vláken a hotový přást se navíjel na cívky umístěné v pojízdném rámu.  (V dostupné literatuře se nenajde ani zmínka o tom, v jaké jemnosti se dal tímto způsobem přást vyrábět a jaký stupeň zjemnění (průtah) přástu byl dosažitelný se spinning jenny).

## Z historického vývoje
V historické literatuře se uvádějí mechanická zařízení k výrobě příze vynalezená dříve než Hargreavesova spinning jenny:

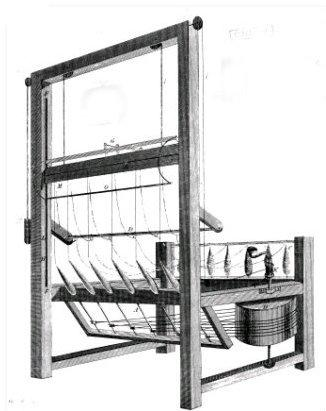
Nákres Highsovy spinning jenny

- Angličan Wyatt dostal v roce 1738 patent na válečkové průtahové ústrojí, popis však neobsahoval žádné podrobnosti a model zařízení byl zřejmě zničen. Teprve patent Wyattova společníka Paula z roku 1758 obsahuje všechny podrobnosti. Paul pravděpodobně použil v patentu jen s malými úpravami Wyattův vynález.[3]
- V roce 1764 dokončil jeho krajan Thomas Highs práce na svém vynálezu, který také nazýval jenny. Předení probíhalo rovněž přerušovaně, ve více fázích. Čelisti se na rozdíl od Hargreavesovy jenny pohybovaly svisle, konstrukce a obsluha stroje byla poněkud složitější.[7] Highs však neměl dost prostředků na přihlášení patentu a nemohl se později prokázat ani vlastním nákresem ani modelem vynálezu. [8]

### Ekonomika výroby na spinning jenny
Přibližně ve stejné době se v Anglii prosadil vedle Hagreavesova vynálezu Arkwrightův dopřádací stroj waterframe (vhodný pro jiné druhy příze). Zatímco waterframe se brzy začala používat s pohonem vodním kolem v průmyslových závodech, použití jenny zůstalo u domácké a manufakturní výroby příze.
Stroje jenny se vyráběly nejčastěji s 24 vřeteny, v 80. letech 18. století za cenu 70 šilinků (kolovrat stál 1 šilink). Celkové náklady na výrobu příze z jenny se kalkulovaly o 10-15 % níže, než byla cena stejného výrobku z kolovratu.
Praktický výkon jednoho stroje se 60 vřeteny měl nahradit práci 25 přadlen na kolovratu. 
V roce 1790 bylo ve světě instalováno asi 20 000 exemplářů jenny (více než 90 % v Anglii), waterframe používalo v té době v Anglii 150 firem.
Oba systémy dopřádání byly v dalších letech (asi od konce 18. století) nahrazovány stroji spinning mule. V roce 1802 se smluvně zavázali dva irští odborníci, že instalují v Brně (jako první v rakouském mocnářství) stroje na dopřádání  vlny s výkonem odpovídajícím nejméně  1000 obrátek vřeten za minutu. O realizaci tohoto záměru není nic známo.